# Franciszek Jaziewicz
Franciszek Jaziewicz (ur. 17 lipca 1955 w Torzymiu) – polski żużlowiec.
Sport żużlowy uprawiał w latach 1976–1994, reprezentując kluby Stal Gorzów Wielkopolski (1976–1978) oraz Ostrovia i Iskra Ostrów Wielkopolski (1979–1994). Złoty medalista drużynowych mistrzostw Polski (1978). Finalista mistrzostw Polski par klubowych (Ostrów Wielkopolski 1987 – VIII miejsce).